# ورخنیایا پوکروفکا
ورخنیایا پوکروفکا (انگلیسی: Verkhnyaya Pokrovka) یک شهرک در بخش کراسنوگفاردیسکی استان بلگورود کشور روسیه است.